# Lars Johan Dahlberg
Lars Johan Dahlberg, född 22 april 1786 i Lund, Malmöhus län, död 8 juni 1841 i Lunds domkyrkoförsamling, var en svensk silversmed och guldsmed.
Dahlberg blev mästare i Malmö guldsmedsämbete 1813 och var verksam i Lund 1812-1841. Han var far till Johannes, Lars Wilhelm och Gabriel Dahlberg. 
Dahlberg är representerad vid bland annat
Malmö museum
Kulturen,  Helsingborgs museum,  Göteborgs stadsmuseum, Nordiska museet,  och Victoria and Albert Museum.